# Драгомирецкий, Владимир Порфирьевич
Владимир Порфирьевич Драгомирецкий (30 декабря 1914, Ольвиополь Херсонская губерния Российская империя — 23 августа 1979) — Герой Советского Союза, Заслуженный военный лётчик СССР, генерал-лейтенант авиации.

## Биография

### Детские и юношеские годы
Родился 30 декабря 1914 года в городе Ольвиополь (ныне Первомайск Николаевской области) в семье служащего. Украинец. Происходит от польского шляхетского рода Драгомирецких, дальний родственник М. И. Драгомирова (его прадед приходился братом выдающемуся генералу). В 1930 году окончил 7 классов, затем ФЗУ на заводе «Красная Звезда» (г. Кировоград), работал литейщиком. В июле 1934 года окончил Третью объединённую Балашовскую школу пилотов и авиатехников ГВФ (выпуск 3-го набора). За отличное окончание школы награждён наручными часами. Назначен командиром эскадрильи Енисейской группы ГВФ в Красноярске. С 1937 года — лётчик-инструктор Московского территориального управления Аэрофлота.

### Великая Отечественная война
В ряды Вооружённых Сил СССР призван военкоматом города Боготол Красноярского края в июне 1942 года. Назначен командиром экипажа 16-го бомбардировочного авиаполка 222-й отдельной дальнебомбардировочной авиадивизии Резерва Верховного Главнокомандования. Летал на американском бомбардировщике В-25 «Mitchell». Зимой 1942—1943 годов дивизия преимущественно наносила бомбовые удары по ближним целям (Орёл, Вязьма, Брянск, Ржев), а весной 1943 года нанесла ряд бомбовых ударов по крупным административным центрам и железнодорожным узлам Германии и Генерал-губернаторства (Кенигсберг, Данциг, Тильзит, Варшава). В апреле 1943 года экипаж Драгомирецкого ночью, используя осветительные авиабомбы, сфотографировал мост через реку Десна, а в мае таким же образом железнодорожный узел в Орле. Летом 1943 года на базе 4-й гвардейской бомбардировочной авиадивизии создается 4-й гвардейский авиационный корпус дальнего действия. В его состав вошла 5-я гвардейская бомбардировочная авиационная дивизия с 14-м гвардейским бомбардировочным авиаполком.
В марте 1944 года в составе корпуса образован 337-й бомбардировочный авиаполк дальнего действия, его командиром назначен майор Драгомирецкий В. П. В декабре 1944 года полку присвоено звание 35-го гвардейского авиаполка дальнего действия. В конце 1944 года АДД организована в 18-ю воздушную армию, в связи с чем полк получил новое наименование и стал 251-м гвардейским бомбардировочным авиаполком. Командир полка майор Драгомирецкий к 10 октября 1944 года совершил 212 боевых вылетов на воздушную разведку и бомбардировку железнодорожных узлов и военных объектов в глубоком тылу противника. Во время оказания помощи по доставке грузов югославским партизанам немецкое командование бросило против советских летчиков истребители. Полк нёс большие потери. Тогда командир полка сам стал ведущим группы. 11 раз успешно доставил Драгомирецкий и его летчики югославским партизанам оружие, боеприпасы, медикаменты. Правительство Югославии за оказанную помощь наградило Драгомирецкого Партизанской звездой 1-й степени.

Могила Драгомирецкого на Кунцевском кладбище Москвы.

### Присвоение звания Героя Советского Союза
За мужество и героизм, проявленные в боях, Указом Президиума Верховного Совета СССР от 6 ноября 1944 года командиру 337-го бомбардировочного авиаполка дальнего действия 5-й отдельной гвардейской бомбардировочной авиационной дивизии Московского военного округа майору Драгомирецкому присвоено звание Героя Советского Союза с вручением ордена Ленина и медали Золотая Звезда (№ 5285).

### Послевоенные годы
По окончании Великой Отечественной войны подполковник Драгомирецкий командовал бомбардировочным авиаполком на Чукотке, на аэродроме Марково. На вооружении полка находились самолёты «Ту-4», созданные для доставки ядерных бомб. В 1954 году в составе авиации дальнего действия сформирована 116-я тяжёлая авиационная дивизия на самолётах «Ту-4к». Дивизия дислоцировалась на аэродроме Остров (Псковская область) и предназначалась для применения первых советских «самолётов-снарядов», позже названных «крылатыми ракетами». Командиром особой дивизии стал генерал-майор Драгомирецкий. В 1954 году лично одним из первых освоил боевое применение ракетного комплекса «Комета». В 1958 году генерал-майор окончил Военную академию Генштаба ВС СССР. С 1961 по 1969 годы генерал-лейтенант авиации Драгомирецкий командовал 6-м отдельным тяжёлым бомбардировочным авиакорпусом (штаб корпуса дислоцировался в г. Смоленске). 19 августа 1965 года состоялось первое награждение утверждённым 26 января 1965 года знаком «Заслуженный военный лётчик СССР». Среди 29-ти лучших на то время военных лётчиков страны был и генерал-лейтенант Драгомирецкий. В 1976 году вышел в отставку.
Проживал в г. Москва. Умер 23 августа 1979 года. Похоронен в Москве на Кунцевском кладбище.

## Награды
- Медаль «Золотая Звезда» Героя Советского Союза № 5285 (5.11.1944)
- три ордена Ленина (18.09.1943; 5.11.1944; 31.10.1967)
- три ордена Красного Знамени (12.03.1943; 14.04.1944; 30.12.1956)
- орден Александра Невского (25.07.1945)
- орден Отечественной войны 1 степени (27.03.1943)
- два ордена Красной Звезды (15.11.1950; 22.02.1955)
- орден «За службу Родине в Вооружённых Силах СССР» 3 степени (30.04.1975)
- медали;
- знак «Заслуженный военный лётчик СССР» (19.08.1965)
- орден Партизанской звезды 1 степени (СФРЮ)